# Désiré (baritono)
Désiré, pseudonimo di Amable Courtecuisse (Lilla, 29 dicembre 1823 – Courbevoie, 7 settembre 1873), è stato un baritono e attore teatrale francese.

## Biografia
Figlio di padre ignoto e di una cuoca, studiò fagotto presso il Conservatorio di Lille. Nel 1845 iniziò ad esibirsi come cantante in provincia e nei Paesi Bassi. A Marsiglia fu  scoperto da Jacques Offenbach e gli fu offerto un impiego al Théâtre des Bouffes-Parisiens, dove debuttò il  16 maggio 1857 nell'operetta Vent-du-Soir ou l'Horrible Festin.
La sua esuberanza e il suo naturale senso dell'umorismo fecero rapidamente di Désiré un idolo del pubblico, e Offenbach pertanto lo incluse nella maggior parte delle sue opere, dove Désiré fece spesso coppia con l'attore Léonce. Durante la sua carriera lavorò anche al Théâtre du Palais-Royal, al Théâtre de la Renaissance, al Théâtre des Nouveautés e al Théâtre de l'Athénée-Louis-Jouvet. Agli inizi del 1873 fu costretto a ritirarsi per malattia (molto probabilmente la gotta). Morì il 7 settembre dello stesso anno, a quarantanove anni, nella sua casa di Courbevoie.